# Свети Трифон (Неа Каликратия)
„Свети Трифон“ (на гръцки: Αγίου Τρύφωνα) е средновековна православна църква, разположена на 1 km северозападно от градчето Неа Каликратия на полуостров Касандра.
В 1985 година църквата е обявена за паметник на културата.